# Hemiramphus
Genre
Hemiramphus est un genre de poissons marins et d'eau saumâtre de la famille des Hemiramphidae.

## Liste des espèces
Selon World Register of Marine Species (7 janvier 2025) :
- Hemiramphus archipelagicus Collette & Parin, 1978
- Hemiramphus balao Lesueur, 1821
- Hemiramphus bermudensis Collette, 1962
- Hemiramphus brasiliensis (Linnaeus, 1758)
- Hemiramphus convexus Weber & de Beaufort, 1922
- Hemiramphus depauperatus Lay & Bennett, 1839
- Hemiramphus far (Forsskål, 1775)
- Hemiramphus lutkei Valenciennes, 1847
- Hemiramphus marginatus (Forsskål, 1775)
- Hemiramphus robustus Günther, 1866
- Hemiramphus saltator Gilbert & Starks, 1904

## Systématique
Le nom valide complet (avec auteur) de ce taxon est Hemiramphus Cuvier, 1816.
Hemiramphus a pour synonymes :
- Hemiranphus
- Hemirhamphus